# Josep Leopold Feu
Josep Leopold Feu i Palau (Barcelona, 1836 - Madrid, 8 de juny de 1912) va ser un advocat, economista, sociòleg, filòsof i historiador de la literatura, molt actiu en la seva època.

## Biografia
Es doctorà en dret a Barcelona el 1865.
Fou redactor del Diario de Barcelona entre 1863 i 1869. Va col·laborar a la Revista de Cataluña, a La Defensa de la Sociedad i a la Revista de España. Ocupà la vicepresidència de l'Acadèmia de Jurisprudència i Legislació de Catalunya i va ser membre de la de Reial Acadèmia de Bones Lletres de Barcelona (RABLB). També va tenir un paper important en la fundació de l'Ateneu Català, del qual va arribar a ser-ne secretari.
El 1870 es traslladà a Madrid, completant una llarga carrera d'escriptor i d'advocat.

## L'expressió de les seves idees
Se'l considera deixeble directe de Ramon Martí i d'Eixalà i de Xavier Llorens i Barba. D'alguna manera, als seus 27 anys ja exercia un rol troncal per al grup d'intel·lectuals i polítics d'orientació conservadora.
L'article amb què va debutar al Diario de Barcelona es titulava "Nuestro estado político" i, a més d'opinar sobre la política espanyola, es presentava als lectors com una persona independent i un conservador genèric. En els seus assajos reflexionava sobre la naturalesa de la tradició intel·lectual catalana i de la seva relació amb la cultura europea i espanyola. Abordava la qüestió de la divergència entre el que es feia a Barcelona respecte de la cultura liberal espanyola. Defensava el que ell denominava "escola catalana", entesa com el conjunt de disciplines que configuraven qualsevol cultura moderna en el seu vessant humanístic, i que contraposava als atacs que se li feien de "provincialisme". Partia de la idea que tant l'economia política com la filosofia cultivades aleshores a Catalunya compartien uns principis comuns unificadors i definidors.
El seu discurs d'entrada a la Reial Acadèmia de Bones Lletres, portava per títol: Sobre la tradició dels pobles, filosòfica y socialment considerada. En ell es destacava que, "sota la bandera poètica, s'hi empara tot un poble que vol recobrar, si no totes, moltes de les coses que ha perdut", segons deixà escrit Josep Roca i Roca en fer-ne l'examen crític que es publicà en el número 23 de la revista Lo Gay Saber de l'1 de febrer de 1869.
Amb altres homes de lleis, va mantenir una posició reivindicativa defensant que el dret era un dels puntals de la diversitat nacional, un més dels fonaments de Catalunya juntament amb la història, la llengua i la família. Així ho deixà palès en el seu escrit Datos y apuntes para la historia de la moderna literatura catalana.

## Assajos i escrits
Els seus primer assajos a la Revista de Cataluña portaven els títols: "El renacimiento filosófico de España", "Sistema nacional en economía política" o "Algunas consideraciones sobre la centralización científica".
És autor, a més d'altres obres esmentades, de La crisis económica (1867) i de La monarquía de D. Amadeo I ante el estado económico y social de España (1872).
En l'àmbit dels estudis literaris destaquen 14 semblances d'autors catalans vuitcentistes –Aribau, Balmes, Piferrer, Martí d'Eixalà, entre altres– que va publicar en el Diario de Barcelona entre 1863 i 1864.